# Parc forestier de Gongqing
Le parc forestier de Gongqing (chinois simplifié : 上海共青森林公园 ; chinois traditionnel : 上海共青森林公園 ; pinyin : Shànghǎi Gòngqīng Sēnlín Gōngyuán) est le deuxième plus grand parc de la ville de Shanghai, en Chine. Il est situé dans le district de Yangpu, Jungong Road numéro 2000 (上海市杨浦区军工路2000号) dans la partie nord de la ville.

## Transport
Pour rejoindre le parc, il est possible de prendre la ligne 8 du métro jusqu'à Shiguang Road. De la station de métro, le parc est à moins d'un kilomètre.
Lignes de Bus: 102, 124, 147, 559

## Historique
Le parc était à l'origine un marécage à marée près de la rivière Huangpu.
En 1956, le gouvernement municipal de Shanghai a asséché la rivière et récupéré les terrains vagues pour créer une pépinière.
En 1958, des arbres fruitiers ont été plantés, et le lieu a pris le nom de Kongqing Nursery.
En 1986, la pépinière de Gongqing a été rebaptisée parc forestier de Gongqing et a été officiellement ouverte au public.
En 2006, le parc a été officiellement reconnu parc national forestier par l’Administration forestière de l’État, et a été nommé parc national forestier de Shanghai Gongqing.
La superficie totale du parc est de 131 hectares (1965 mu), dont 125 hectares (1870,6 mu) sont ouverts au public.

## Description
Plus de 200 espèces d'arbre sont présentes dans le parc pour un total de plus de 300 000 arbres.
Le parc est divisé en deux parcs, le nord et le sud. Le parc au nord couvre une superficie de 109 hectares (1631 mu) et est appelé parc forestier de Gongqing (共青森林公园). Le parc sud couvre une superficie de 16 hectares (239,6 mu) et est appelé parc Wanzhu (万竹园).
Les parcs nord et sud ont des styles différents : le parc nord a des paysages forestiers avec des collines, des lacs et des prairies, tandis que le parc sud a des petits ponts et des petits cours d'eau. Le parc propose différentes activités : équitation, pêche, pique-nique.
Étant plus éloigné du centre ville, le parc est moins fréquenté que le parc du Siècle, le plus grand parc de la ville.